# 坎波桑皮耶罗
坎波桑皮耶罗（義大利語：Camposampiero），是意大利威尼托大区帕多瓦省的一个市镇。总面积21.07平方公里，人口12126人，人口密度575.5人/平方公里（2009年）。国家统计（ISTAT）代码为028019。